# Toralv Maurstad
Toralv Maurstad (Bærum, 24 de noviembre de 1926-Oslo, 4 de noviembre de 2022) fue un actor de teatro, cine y televisión noruego. Era hijo del actor Alfred Maurstad y la actriz Tordis Maurstad (de soltera Witzøe), y medio hermano de la actriz Mari Maurstad. Su debut en la pantalla se produjo en la película Fant de 1937, protagonizada por su padre Alfred.

## Carrera
Maurstad se graduó en la Royal Academy of Dramatic Art (RADA) de Londres en 1949. A lo largo de los años, no solo trabajó como actor principal, sino que también fue un respetado director de escena y fue director del Oslo Nye Teater (Teatro Nuevo de Oslo) de 1967 a 1978. También fue director del Teatro Nacional de Noruega de 1978 a 1986. Maurstad fue considerado quizás el mejor intérprete de Peer Gynt de Henrik Ibsen, habiendo interpretado el papel en numerosas ocasiones (incluso interpretó extractos de la obra hasta los Juegos Olímpicos de Invierno de 2002 en Salt Lake City).[cita requerida]
La única aparición cinematográfica estadounidense de Maurstad hasta la fecha fue la taquilla de 1970 y la decepción de la crítica Song of Norway, un musical sobre la vida del compositor Edvard Grieg coprotagonizado por Florence Henderson. Se basó en el musical de Broadway de 1944.
Un testimonio de su posición en el teatro noruego se produjo cuando en la década de 1970 coprotagonizó con Liv Ullmann una puesta en escena de Broadway aclamada por la crítica de Casa de muñecas en la ciudad de Nueva York.
En 1974, el Rey de Noruega lo nombró Caballero de Primera Clase de la Real Orden Noruega de San Olav y en marzo de 2007, Maurstad fue nombrado Comandante de la Orden de San Olav.

## Vida personal y muerte
La primera esposa de Maurstad fue la actriz sueca Eva Henning. Tuvieron dos hijos: Peder Maurstad y Momse Maurstad (que murió a los seis meses). Luego se casó con Anne-Ma Burum. Se casó con su tercera esposa, la actriz Beate Eriksen, en la víspera de Año Nuevo de 1999, cuando ella tenía 39 años y él 73. En 2001, la solicitud de adopción de un niño de Eriksen fue rechazada porque se consideró que Maurstad era demasiado mayor. De acuerdo con las normas noruegas, las personas que pretenden adoptar a un niño deben tener entre 25 y 45 años, y Maurstad tenía 74.
Maurstad murió el 4 de noviembre de 2022, a la edad de 95 años.